# Андрей Болшаков
Андрей Болшаков е руски музикант, китарист и композитор.

## Биография
Роден е в Москва. Учи в 185 училище, където през 1970 създава ученическата група „Шестое чувство“. Тя съществува дори след постъпването на Болшаков в Московския полиграфически институт. През 1977 участва в група „Фаворит“, изпълняваща кавър-версии на Алис Купър. Бандата изнася едва няколко концерта и след половин година се разпада. След тригодишна пауза, Андрей отново се занимава с музика в ансамбъл „Карусель“, откъдето тръгва и група „Коктейл“. Коктейл набират популярност след участие на рок фестивал в Долгопрудний. През 1983 основава собствена група – „Зигзаг“, където е и вокалист. Те издават и един албум – „Паноптикум“. В края на 1985 Болшаков става китарист на Ария. Заедно с басистът Алик Грановский композират песните от втория студиен албум на групата – „С кем ты?“. Болшаков е автор на най-големия хит от този албум – „Воля и разум“.
В края на 1986 Андрей и останалите членове на Ария (без Владимир Холстинин и Валерий Кипелов) напускат групата поради несъгласие с мениджърът Виктор Векщейн. През февруари 1987 те основават група Мастер. Мастер изпълняват песните на Ария, композирани от Болшаков и Грановский, като „Воля и разум“, „Тореро“ и други. Групата издава три албума, докато Болшаков не напуска през 1992 г. поради здравословни проблеми. Въпреки това, той участва като гост-музикант в юбилейните концерти на Мастер.
От 1995 г. Андрей и съпругата му Лада издават списание „Music box“. От 1996 до 1998 Болшаков е мениджър на Горки Парк.